# Погодак
Погодак је име интернет претраживача специјализованог за кориснике на српском говорном подручју.
Аутори претраживача тврде да су сакупили и организовали информације о комплетном садржају домаћег интернета и да се врло лако може доћи до жељених података са домаћих сајтова. Посебна погодност која га издваја од осталих претраживача наводно лежи у томе што на њему нема садржаја ван домаћег интернета, што може да олакша посао претраживања јер не долази до мешања са садржајима околних земаља и што је претраживач у потпуности прилагођен српском језику, односно подржава претрагу по падежима, роду и броју, као и упоредно претраживање у ћирилици и латиници. 
Поред претраге Интернета, Погодак врши претрагу слика, аудио и видео материјала као и адреса е-поште.
Такође, Погодак претражује и све блогове на српском језику.